# Victoria zászlaja
Victoria zászlaja az egyetlen állami zászló, amelyet nem díszít jelvény. 1870 óta a Dél keresztjének csillagai szerepelnek rajta. A Tudor-korona 1877-ben került rá, eredetileg az állam Viktória királynőhöz és Angliához fűződő viszonyára utalt. 1952-ben azonban a Szent Edward koronájával váltották föl.